# Aulacogen
Een aulacogen is in de geologie en tektoniek een bekken waar rifting heeft plaatsgevonden, maar dat zich niet tot een zelfstandige oceaan heeft ontwikkeld. Als een continent uit elkaar rift gebeurt dit niet in een lange lijn, maar in de vorm van diverse vertakkingen. Een plek waar een riftzone vertakt wordt een triple junction genoemd. Van de drie vertakkingen kunnen er gewoonlijk maar twee actief blijven zodat er een aulacogen ontstaat. Het voormalige riftbekken vormt een graben die opgevuld raakt met sedimenten. Veel aulacogenen vormen zwakkere zones in de continentale korst.
Voorbeelden van aulacogenen zijn het Noordzeebekken, het Lusitanisch Bekken en het Nigerbekken. Het laatste ontstond bij het openen van de Atlantische Oceaan. Er lag daarbij een triple junction op de plek van de huidige Golf van Guinee. De nu niet langer actieve rift liep noordwaarts Afrika in, en vormt een groot bekken in de ondergrond van Nigeria, dat lang geleden volledig opgevuld werd met sedimenten. Het vulkanisme rond Kameroen is misschien een gevolg van deze zwakkere zone in de aardkorst.